# Blaž Blagotinšek
Blaž Blagotinšek (Celje, 17 de enero de 1994) es un jugador de balonmano esloveno que juega como pívot en el SG Flensburg-Handewitt y en la selección de balonmano de Eslovenia. Debutó con la selección en 2012.
Con la selección ha ganado la medalla de bronce en el Campeonato Mundial de Balonmano Masculino de 2017.

## Palmarés

### Selección nacional
| Campeonato Mundial | Campeonato Mundial | Campeonato Mundial | Campeonato Mundial |
| Año                | Lugar              | Medalla            |                    |
| ------------------ | ------------------ | ------------------ | ------------------ |
| 2017               | Francia            | Medalla de bronce  |                    |

### Celje
- Liga de balonmano de Eslovenia (3): 2014, 2015, 2016
- Copa de Eslovenia de balonmano (4): 2013, 2014, 2015, 2016
- Supercopa de Eslovenia de balonmano (3): 2014, 2015, 2016

### Veszprém
- Liga húngara de balonmano (2): 2017, 2019
- Copa de Hungría de balonmano (4): 2017, 2018, 2021, 2022
- Liga SEHA (3): 2020, 2021, 2022

### Flensburg
- Liga Europea de la EHF (1): 2024

## Clubes
- RK Celje (2012-2016)
- MKB Veszprém (2016-2022)[5]
- Frisch Auf Göppingen (2022-2023)
- SG Flensburg-Handewitt (2023- )